# Jean Cardot
Jean Cardot (Saint-Étienne, 20 de julio de 1930-13 de octubre de 2020) fue un escultor francés. Elegido miembro de la Académie des Beaux-Arts, Institut de France el 9 de noviembre de 1983, heredando el puesto de Paul Belmondo. Presidente de la Académie des Beaux-Arts entre 1992 y 1997.

## Biografía
De 1941 a 1956, Jean Cardot asistió, sucesivamente, a las Escuelas de Bellas Artes en Saint-Etienne y Lyon, y, finalmente, a la Escuela de Bellas Artes, en París, en los talleres de Marcel-Armand Gaumont y Alfred Janniot . Después de obtener un primer segundo Premio de Roma en 1956, permaneció en la Casa de Velázquez de Madrid desde 1957 hasta 1959. Desde 1961, cuando ganó el Gran Premio Antoine Bourdelle y el Premio Brantóme de Escultura , se convirtió en maestro, capataz de la Ecole des Beaux-Arts de Lyon.
En 1974 fue nombrado capataz de escultura en talla directa en la Escuela de Bellas Artes de París. Enseñó en el taller hasta 1995. A partir de 1983 se convirtió en inspector general de Talleres de Bellas Artes para la Ciudad de París.

## Obras
Jean Cardot realizó obras monumentales que se combinan a la arquitectura:
- 1962:la Madonna de Bouthéon (tras el centenario de la iglesia)
- 1967: La muerte de Taurus (para una escuela de Saint-Etienne - terracota pasada más tarde a bronce)
- 1969: Escultura Fuente (CHU Saint-Etienne - granito)
- 1973-1975: Monumento a la Resistencia y la Deportación de Val de Marne (por concurso - fundición de aluminio, instalado en Creteil)

La construcción de grandes encargos públicos ocuparon un lugar esencial en su trabajo.
Parte de su obra se ha centrado en las efigies monumentales de figuras destacadas del siglo XX:
- La Gran Duquesa Carlota de Luxemburgo (1989-1990, Luxemburgo), en Clairefontaine-Plaz Luxemburgo ciudad. - 49°36′35″N 6°7′56″E / 49.60972, 6.13222
- Pierre de Coubertin (1993, Sede del Comité Olímpico Nacional en París)
- Winston Churchill[2] (1996-1998, frente al Petit Palais a orillas del Sena - París)
- Charles de Gaulle[3] (1999-2000, frente al Grand Palais al costado de los Champs-Élysées - París)
- Thomas Jefferson (2006-2007) en la Pasarela Léopold Sédar Senghor o en el Pont des Arts , margen izquierda del Sena, París.

Estas obras fueron fundidas en bronce en los talleres de la Fundación Coubertin (Saint-Remy les Chevreuse, Yvelines). También es el autor de una original escultura de 1979, que representa a un rebaño de ovejas, que se expone frente a la central nuclear de Cattenom a orillas del río Mosela.
También es el autor del monumento a Charles de Gaulle erigido en la avenida Jerozolimskie de Varsovia.

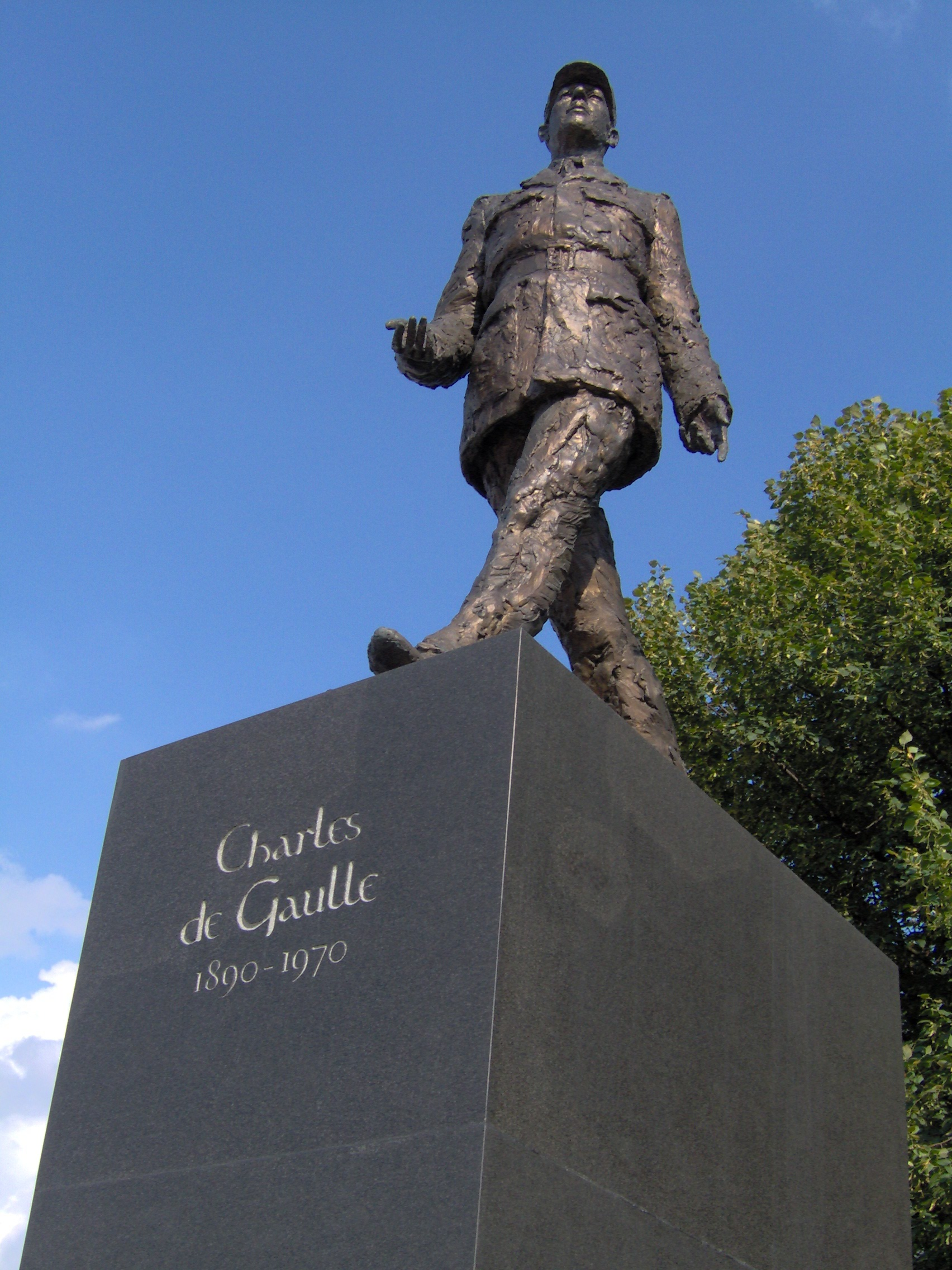
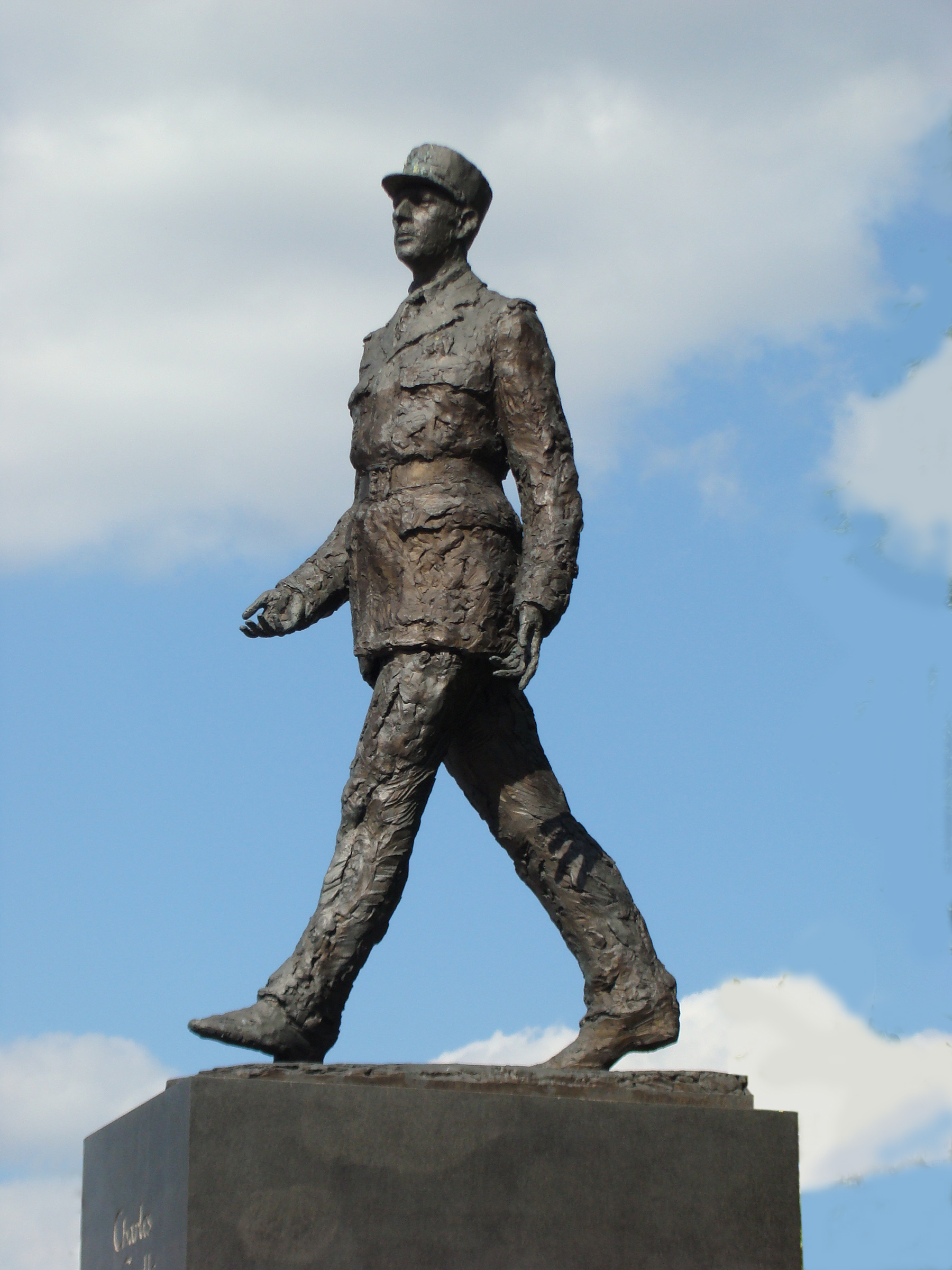
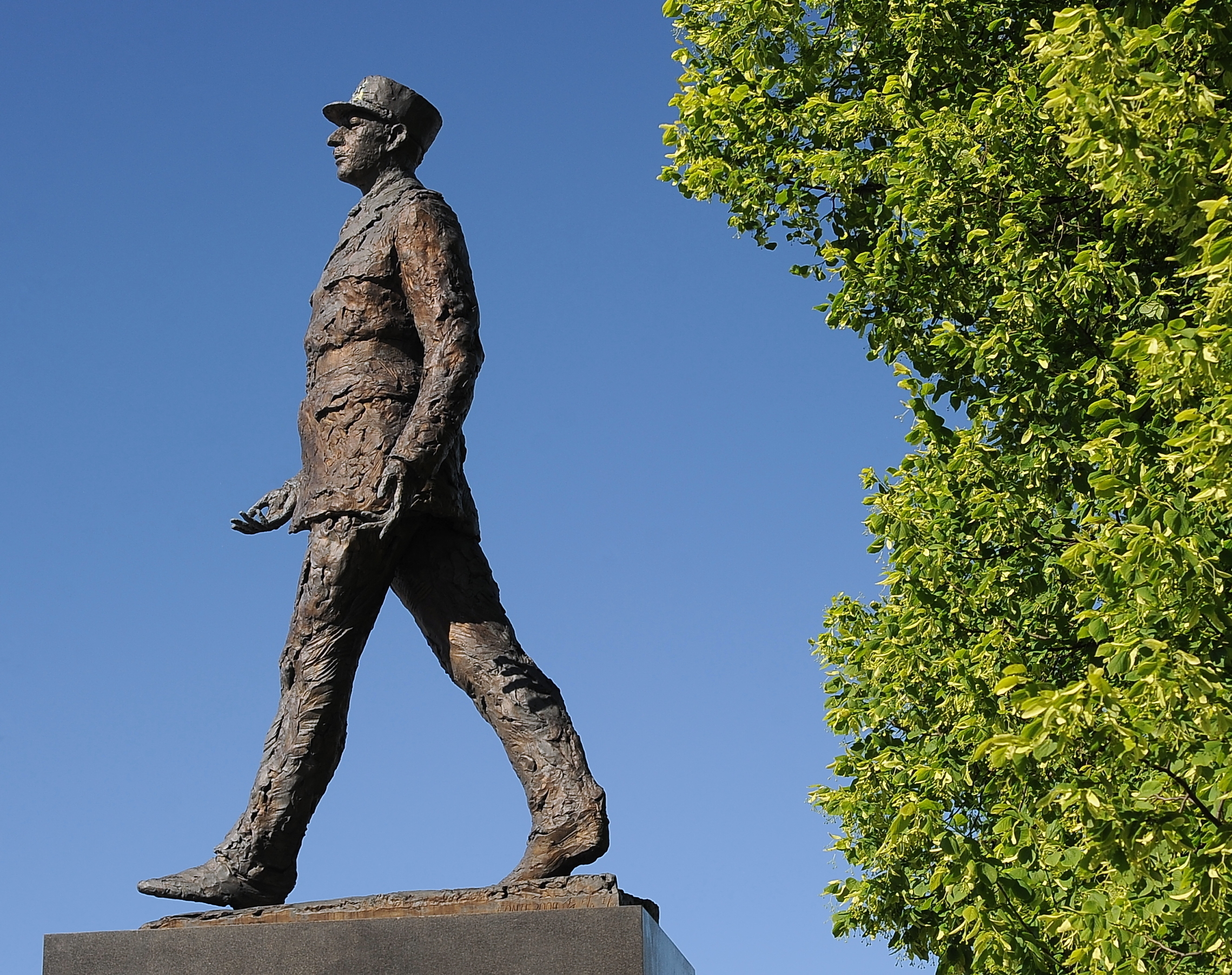